# Cockatoo Island (Western Australia)
Cockatoo Island ist eine Insel im australischen Bundesstaat Western Australia. Die Insel liegt im Buccaneer-Archipel vor dem King Sound. Im Jahr 2000 hatte sie 35 Einwohner.

## Geografie
Cockatoo Island liegt im nördlichen Buccaneer-Archipel, rund 5,9 Kilometer von der australischen Küste entfernt. Auf der Insel gibt es sieben benannte Buchten, West Bay, Back Bay, No. 1 North Bay, No. 2 North Bay, No. 3 North Bay, Copper Bay und East Bay.
Auf der Insel leben (Stand 2000) 35 Menschen, von denen 30 für die Mine von BHP Billiton arbeiten.

## Eisenerzmiene
1948 eröffnete der britisch-australische Rohstoffkonzern BHP Billiton eine Eisenmine auf Cockatoo Island. Viele Menschen zogen auf die Insel, um für BHP zu arbeiten.